# Franz Heinrich Schwechten
Franz Heinrich Schwechten (Colonia, 12 agosto 1841 – Berlino, 11 agosto 1924) è stato un architetto tedesco.

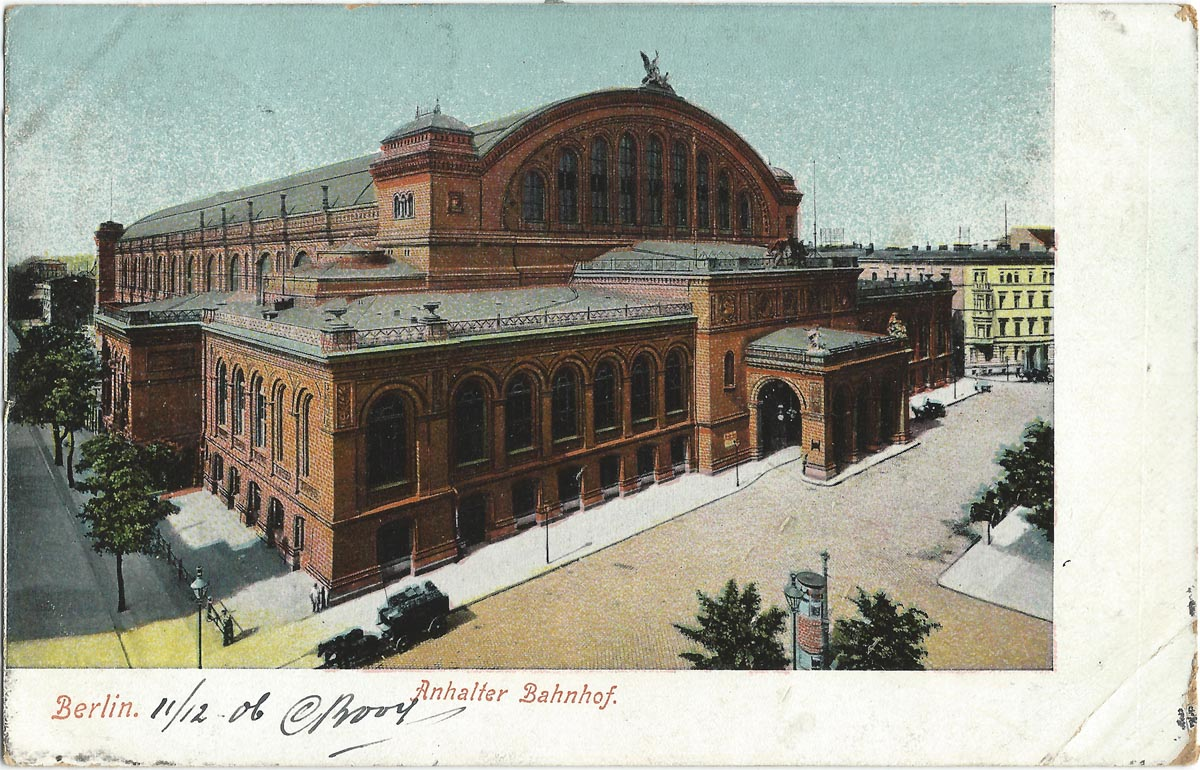
Anhalter Bahnhof, Berlino

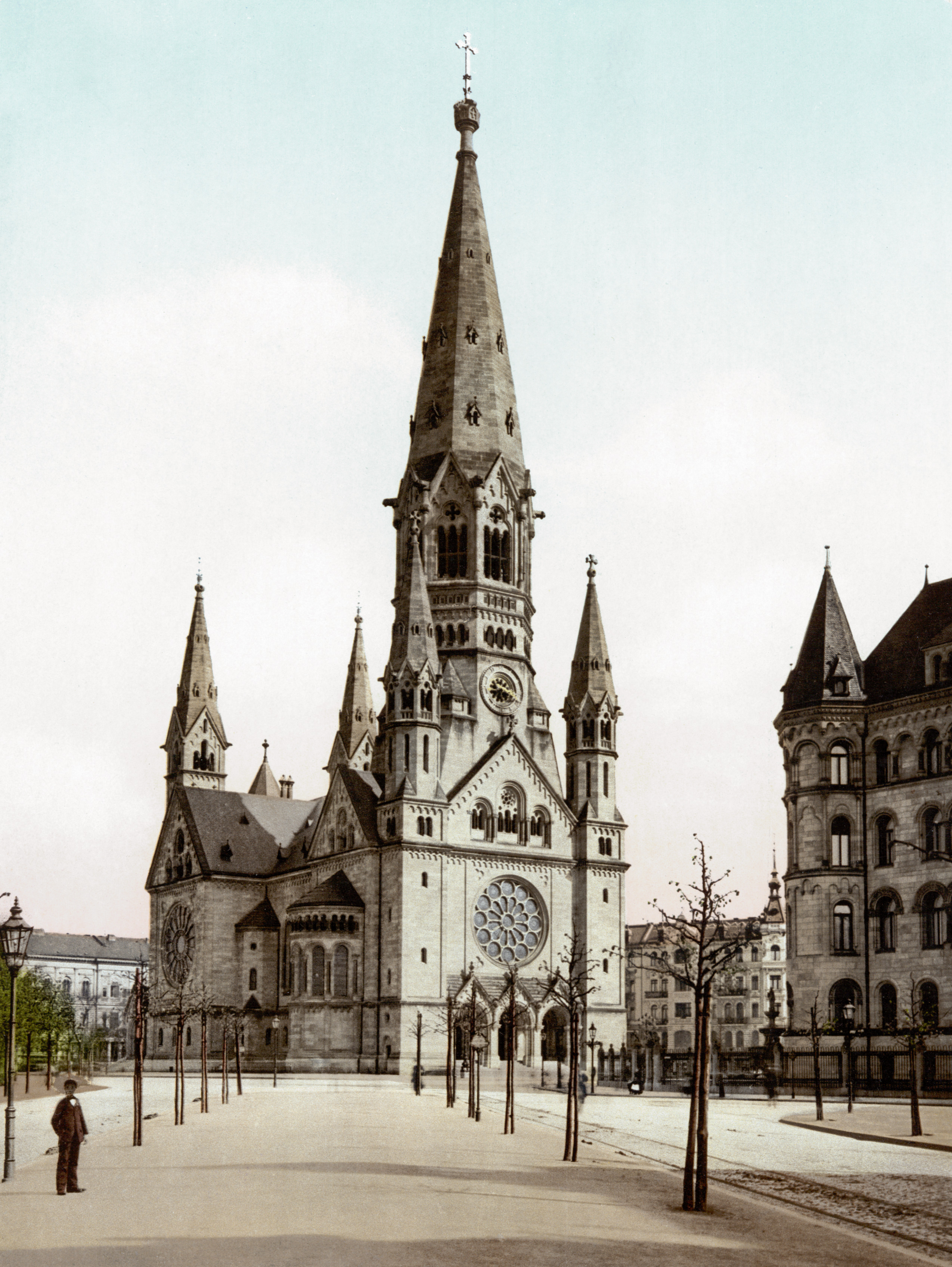
Kaiser-Wilhelm-Gedächtniskirche, Berlino

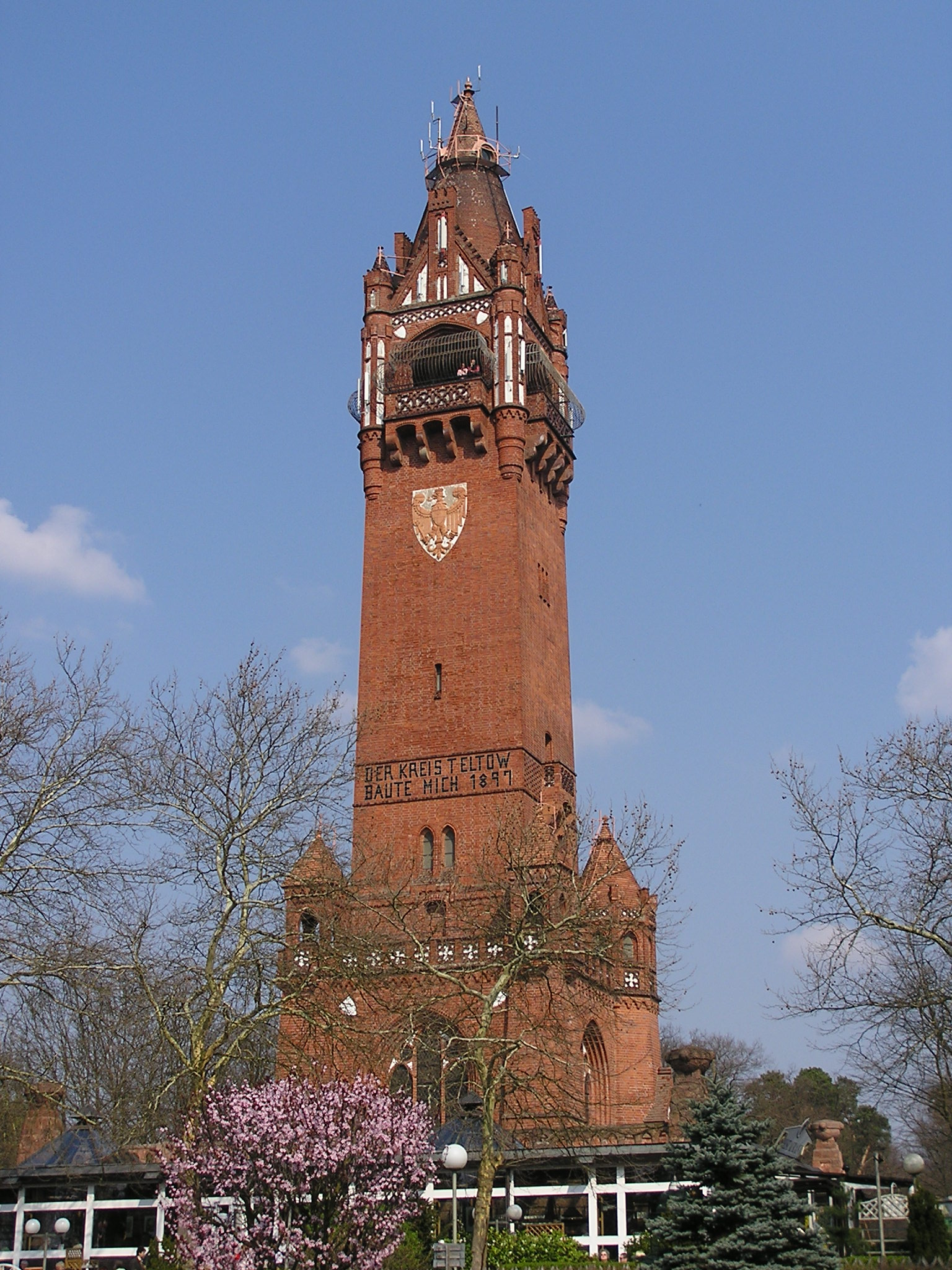
Grunewaldturm, Berlino

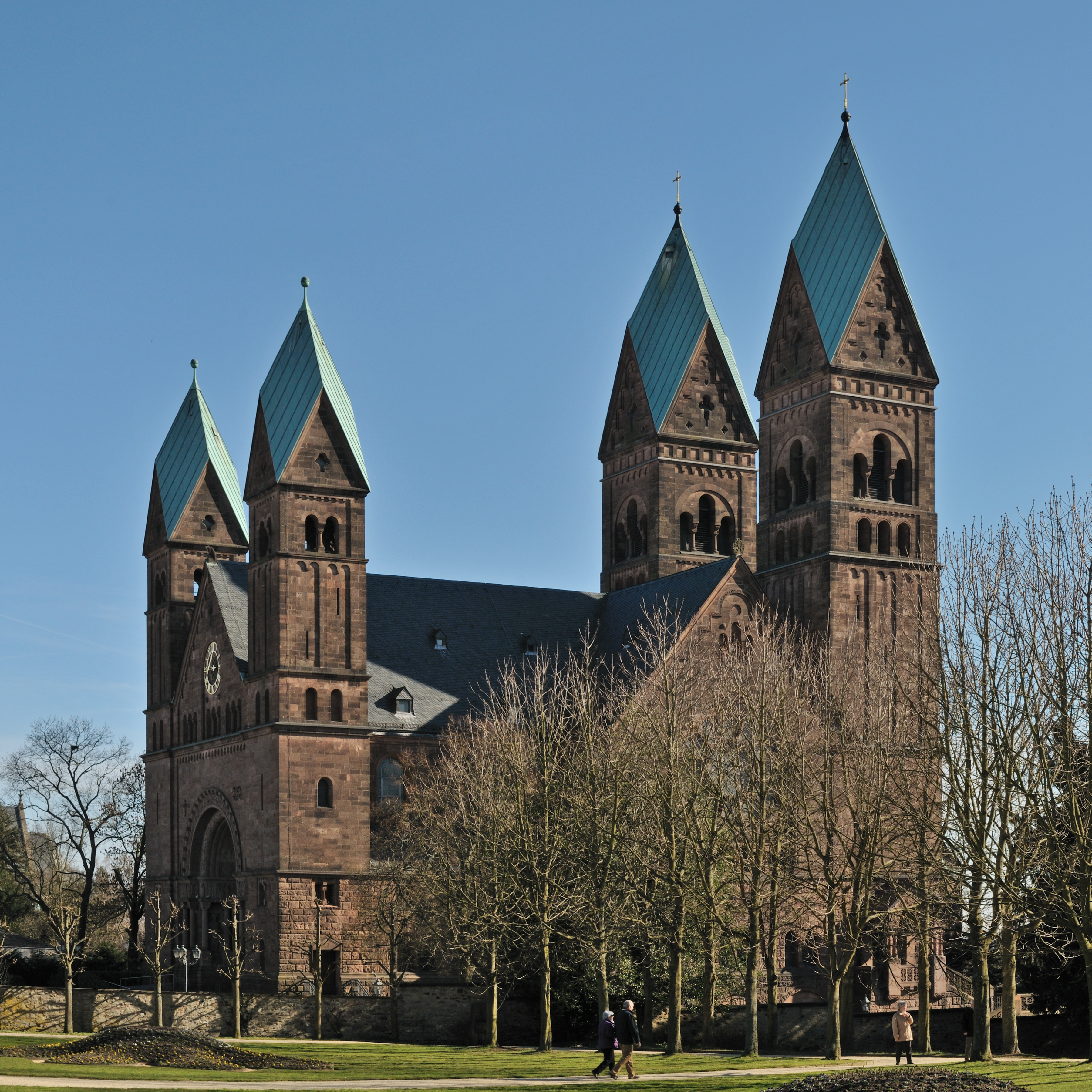
Erlöserkirche, Bad Homburg

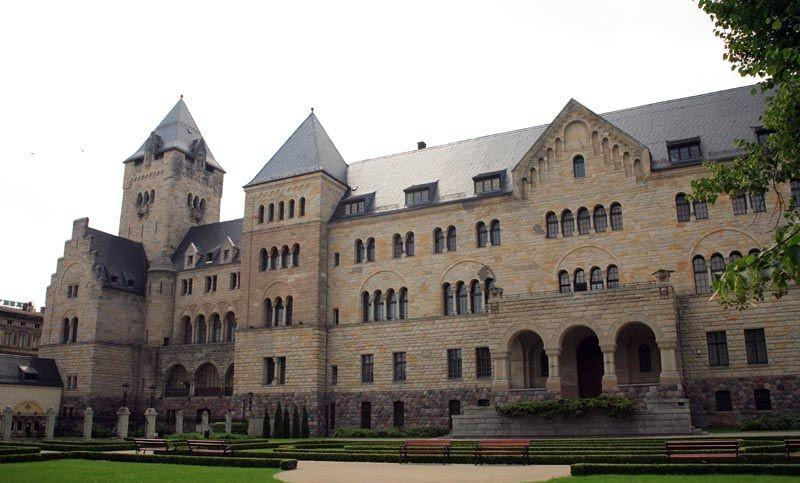
Palazzo imperiale, Poznań

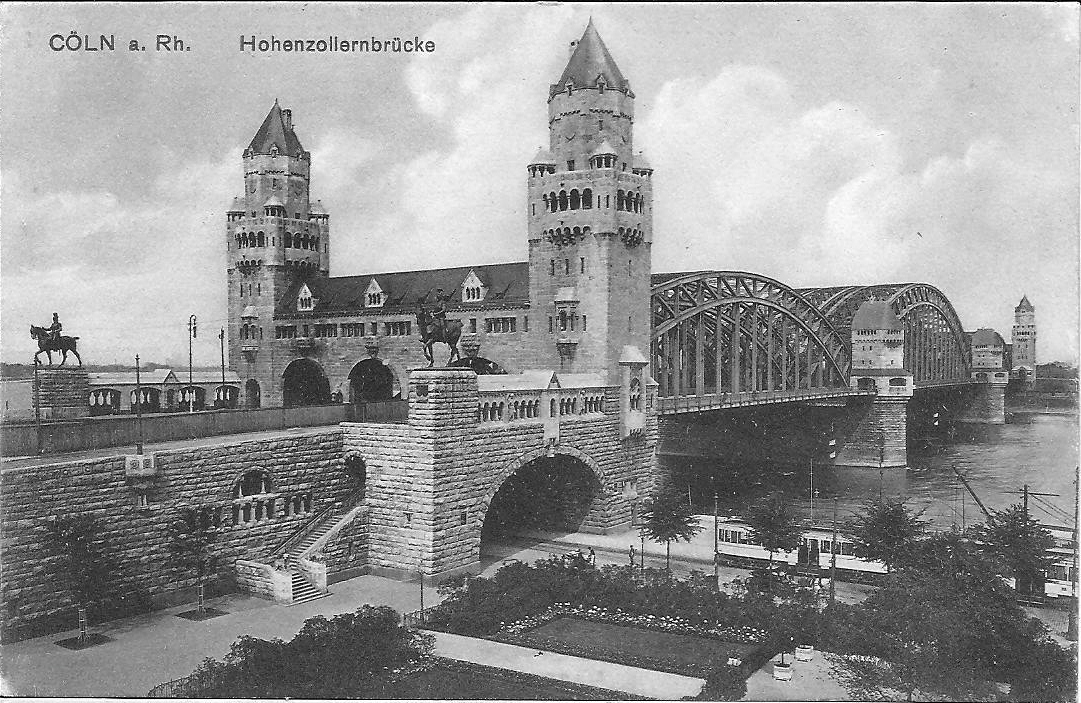
Ponte Hohenzollern, Colonia

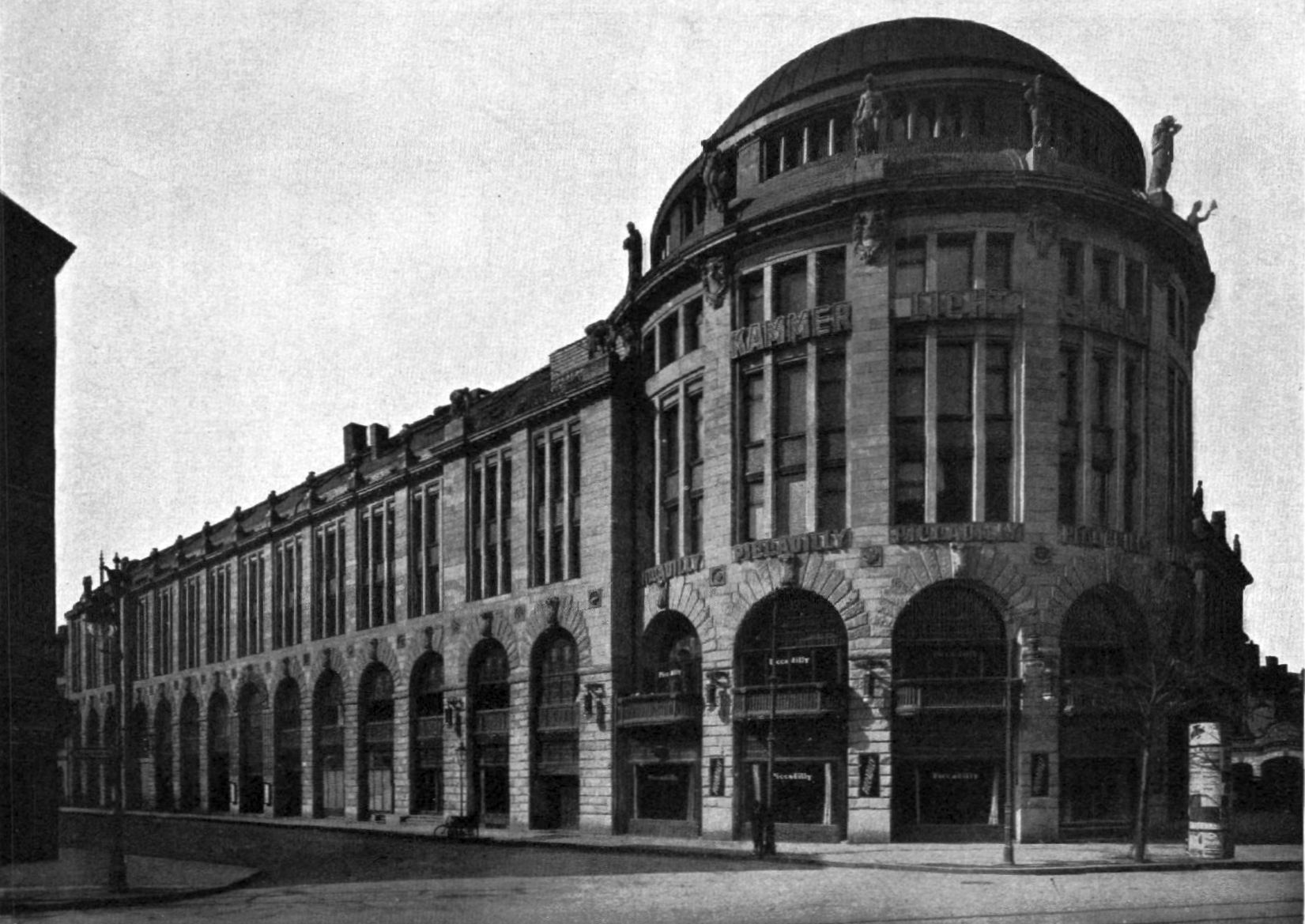
Haus Vaterland, Berlino

Figura di primo piano dell’architettura tedesca della Gründerzeit, si collocò sempre a cavallo fra le tendenze moderniste tendenti a un rinnovamento tecnico dell’architettura e le tendenze tradizionali espresse in edifici a carattere rappresentativo.

## Biografia
Nato a Colonia, nell’allora Regno di Prussia, si formò professionalmente presso Julius Raschdorff; nel 1861 si trasferì a Berlino per studiare alla locale Accademia di architettura (Bauakademie), dove ebbe come professori Friedrich Adler, Carl Gottlob Wilhelm Bötticher e August Hermann Spielberg. Nel 1868 vinse il primo premio ad un concorso di progettazione, consistente in un viaggio di studio in Italia.
Dal 1871 al 1882 lavorò presso la società ferroviaria Berlino-Anhalt (BAE), per la quale progettò la stazione berlinese dell’Anhalt, uno degli esempi più significativi dell’architettura ferroviaria dell’epoca. Negli anni seguenti si dedicò alla progettazione di edifici industriali, nei quali ebbe modo di dimostrare la propria maestria tecnica.
La carriera di Schwechten cambiò radicalmente nel 1890, quando egli vinse il concorso di progettazione per la chiesa commemorativa dell’imperatore Guglielmo I, a Charlottenburg; la chiesa, per la sua posizione e per le sue forme monumentali, divenne da subito uno dei simboli della potenza e dell’opulenza dell’Impero tedesco.
Da allora Schwechten iniziò a progettare edifici rappresentativi e prestigiosi, spesso su committenza della casa imperiale; il suo stile architettonico pertanto abbandonò i criteri di modernità e funzionalità usati in passato, a favore di uno storicismo pomposo adeguato alle nuove richieste. Tipici esempi di questa nuova fase sono la cappella imperiale di Bad Homburg e il castello imperiale di Posen.
Una delle sue ultime opere, l’edificio polifunzionale “Haus Vaterland” di Berlino, segnò il ritorno a una concezione funzionalista dell’architettura; in esso si fece uso di una struttura portante moderna, simile a quelle usate da Alfred Messel per i suoi grandi magazzini.

## Opere principali
- Anhalter Bahnhof, Berlino (1871-1880, demolito);
- Kreishaus, Wittenberg (1878-1879);
- Kreishaus, Kölleda (1879-1880);
- Kriegsakademie, Berlino (1880-1883, demolita);
- Konzert- und Vereinshaus, Stettino (1882-1884, demolita);
- Birreria Schultheiss, Berlino (1887-1891);
- Edifici industriali Solvay, Bernburg (Saale) (1887-1896, demoliti);
- Edificio residenziale e commerciale Kunheim, Berlino (1889-1890, demolito);
- Kreishaus, Witzenhausen (1889-1891);
- Kaiser-Wilhelm-Gedächtniskirche, Berlino (1890-1906, semidistrutta);
- Edifici residenziali Romanische Häuser, Berlino (1893-1899, demoliti);
- Apostel-Paulus-Kirche, Berlino (1891-1894);
- Simeonskirche, Berlino (1892-1897);
- Mausoleo per il Duca di Anhalt, Dessau (1894-1898);
- Villa Cortine, Sirmione (1898-1900);
- Scuola militare sul Brauhausberg, Potsdam (1898-1902);
- Genezarethkirche, Berlino (1898-1905);
- Torre per Johannes Quistorp, Stettino (1899-1902, demolita);
- Villa Wessel, Bad Harzburg (1899-1902);
- Grunewaldturm, Berlino (1901);
- Erlöserkirche, Essen (1902-1909);
- Fabbrica Puhl & Wagner, Berlino (1903-1905, demolita);
- Erlöserkirche, Bad Homburg (1903-1908);
- Kaiserschloß, Poznań (1903-1910);
- Ponte Hohenzollern, Colonia (1905-1911, demolito);
- Monumento funebre Budde, Bensberg (1908);
- Erlöserkirche, Gerolstein (1910-1913);
- Haus Vaterland, Berlino (1910-1912, demolita);
- Chiesa evangelica, Roma (1910-1922);

## Riconoscimenti
Schwechten fu insignito di numerosi riconoscimenti, fra i quali l’Ordine dell’Aquila rossa di terza classe, l’Ordine della Corona di seconda classe e il cavalierato di prima classe dell’Ordine del Leone di Zähringen.
Fu membro dell’Accademia delle Arti di Berlino (ricoprendone dal 1915 al 1918 la carica di presidente) e dell’Accademia di Architettura.